# Nowickia umbripennis
Nowickia umbripennis är en tvåvingeart som först beskrevs av Zimin 1974.  Nowickia umbripennis ingår i släktet Nowickia och familjen parasitflugor. Inga underarter finns listade i Catalogue of Life.